# Rhipsalis micrantha f. rauhiorum
A Rhipsalis micrantha f. rauhiorum egy epifita kaktusz, korábban Rhipsalis roseana néven volt ismert.

## Jellemzői
Lecsüngő epifita, 1 méteres szárhosszúsággal, gazdagon, szárközépből elágazó. Ágai kétélűek, levélszerűek, laposak (fiatalon 3–4 élűek), erősen karéjos szélűek, 19–22 mm szélesek és 50–100 mm hosszúak, determinált növekedésűek. Az areolák nagyon kicsik, kopaszak, a fiatal hajtásokon apró levelek jelennek meg. Virágai laterálisak, magánosak vagy párosak, 7–11 mm átmérőjűek, 8–9 mm hosszúak, a bibe 4 mm hosszú, fehér, a tövén fehér vagy kárminvörös korong alakul ki, a porzószálak, 2–3,5 mm hosszúak, fehérek. A termése gömbölyű, 7 mm hosszú fehéres-pirosas bogyó.

## Elterjedése
Kolumbia és Nyugat-Ecuador, 1000–1700 m tengerszint feletti magasságon száraz habitatokban.